# 捕狼
《捕狼》（英語：Wolf Game）是一部2024年马来西亚犯罪動作电影，马逸腾执导，由许亮宇、黄诗棋主演。

## 制作
电影于2021年12月9日于吉隆坡开镜，预计耗时1个月完成。